# Lettera22 (associazione)
Lettera22 è un'associazione di giornalisti nata nel 1993, ha la sede centrale a Roma. È diretta da Giuliano Battiston.

## Storia

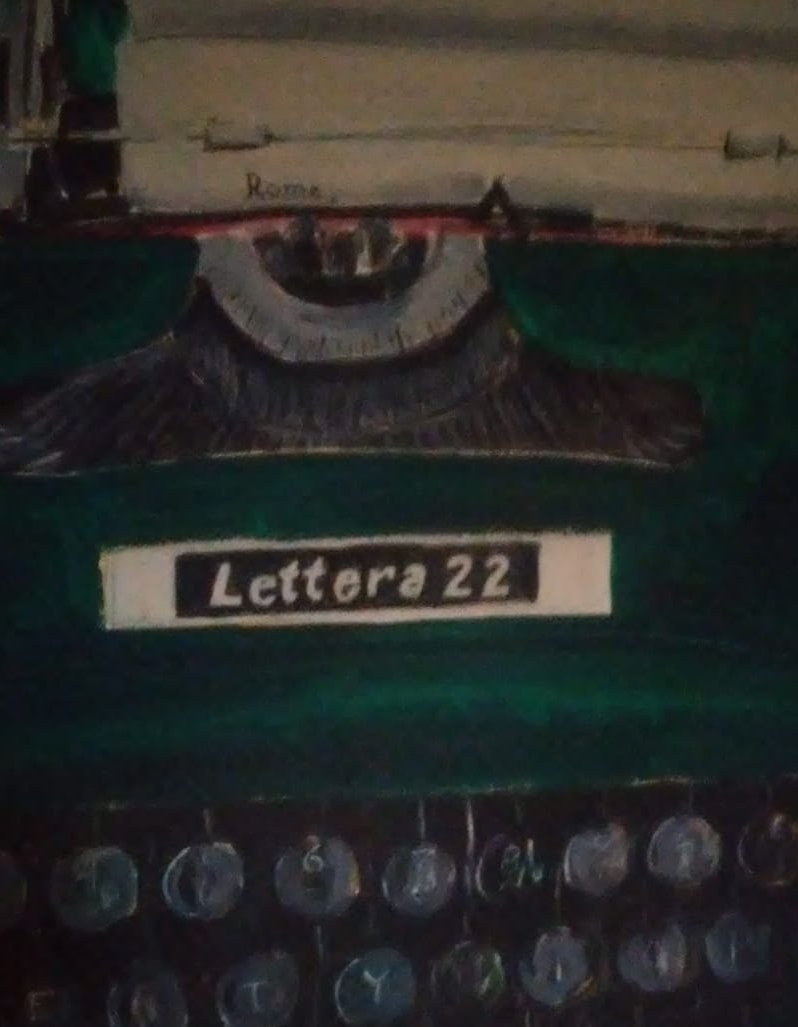
Massimo Crestini "Lettera22"

Fornisce servizi giornalistici (articoli, reportage) per quotidiani e periodici italiani e stranieri e lavora a collettanee di ricerca.
È costituita da giornalisti soci e si avvale di una rete di collaboratori in Italia e all'estero. È stata diretta dalla sua fondazione a turno da diversi membri: Paolo Affatato, Paola Caridi, Emanuele Giordana, Enzo Mangini, Attilio Scarpellini e Lucia Sgueglia. Il direttore attuale è Giuliano Battiston. Gli uffici di corrispondenza sono a Hong Kong e New York.
Nel 2007 è stata tra i creatori dell'iniziativa "Afgana": un network della società civile italiana che si occupa d'Afghanistan che nel 2011 ha ricevuto il Premio per la pace "Tiziano Terzani". Articoli di soci di Lettera22 sono usciti sulle maggiori testate italiane e su diversi giornali esteri.
Il sito originale è stato disegnato da Manlio Garavaglia. Nel dicembre 2020 il restyling è stato affidato a Matteo Micalella. 

## Soci e collaboratori
I soci di Lettera22: Paolo Affatato, Gabriele Carchella, Paola Caridi (fondatore), Emanuele Giordana (fondatore), Tiziana Guerrisi, Enzo Mangini, Gianna Pontecorboli (New York), Attilio Scarpellini (fondatore), Lucia Sgueglia. Dal 2012: Giuliano Battiston (direttore), Ilaria Maria Sala (Hong Kong), Andrea Pira.
Hanno fatto parte di Lettera22: Mauro Martini (fondatore), Angelo Mastrandrea, Irene Panozzo, Roberto Pavan, Elisabetta Sirugo, Junko Terao, Sergio Trippodo (fondatore), Gaia Vendettuoli
Hanno collaborato con Lettera22: Francesco Diasio (e la redazione di Amisnet), Maurizio Sacchi, Francesco Diasio, Adalberto Belfiore, Romano Martinis, Jean Leonard Touadi, Pietro del Solda', Paolo Mattei, Graziano Graziani, Luigi Coluccio, Katia Ippaso, Alessandra Daveri, Nacera Benali, Mimmo De Cillis, Claudio Landi, Francesca Marino, Patrizia Parnisari.

## Pubblicazioni
- Lettera22, Diversi ma uguali, 1995, Signorelli, Milano
- AA VV (a cura di Mauro Martini), La destra populista, 1995, Castelvecchi
- Mauro Martini, La sinistra populista, 1995, Castelvecchi
- "Stringer", trimestrale di politica internazionale, 1995-1999 (diretto da S. Trippodo)
- AA VV, Atlante della Cooperazione decentrata in Bosnia Erzegovina, 1998, Nazioni Unite, Mae
- AA VV, La Cooperazione italiana e le emergenze, 2000, Ministero degli Affari Esteri
- AA VV, (a cura di P. Affatato e E. Giordana), Il Dio della guerra, 2002, Guerini
- G. Corradi, E. Giordana, La scommessa indonesiana, 2002, Utet
- P. Affatato E. Giordana, a cura di "A Oriente del Profeta, 2005, ObarraO
- AA VV, "Geopolitica dello tsunami", 2005, ObarraO
- E. Giordana, a cura di, "Tibet, lotta e compassione sul Tetto del Mondo", 2008, Edizioni Il Riformista
- E.Giordana a cura di, A oriente del Califfo A est di Raqqa: il progetto dello Stato Islamico per la conquista dei musulmani non arabi, Rosemberg & Sellier, 2017, ISBN 8878855286